# Henri-André Laperrière
Henri-André Laperrière (né le 12 juin 1925 à Montréal au Canada et mort le 8 mars 2015) est un joueur canadien de hockey sur glace. Lors des Jeux olympiques d'hiver de 1948 disputés à Saint Moritz il remporte la médaille d'or.